# Trioxys betulae
Trioxys betulae är en stekelart som beskrevs av Marshall 1896. Trioxys betulae ingår i släktet Trioxys och familjen bracksteklar. Arten är reproducerande i Sverige. Utöver nominatformen finns också underarten T. b. solani.